# Corridas herdadas permitidas
Nas estatísticas do beisebol, corridas herdadas permitidas (inherited runs allowed, IRA) é uma medida da eficácia de um arremessador reserva que entra num jogo com corredores em base.
Um arremessador reserva é penalizado com uma “corrida herdada permitida” quando ele entra no jogo com um ou mais corredores em base e um ou mais daqueles corredores anota uma corrida enquanto aquele arremessador reserva está no jogo. O arremessador é penalizado com uma IRA para cada um daqueles que anotar.